# Chondrenchelys problematica
La condrenchelide (Chondrenchelys problematica) è un pesce estinto, probabilmente affine agli olocefali. Visse nel Carbonifero inferiore (circa 340 milioni di anni fa). I suoi resti sono stati ritrovati esclusivamente nel giacimento di Glencartholm, in Scozia.

## Descrizione
L'aspetto di questo pesce era simile a quello di un'anguilla (il nome Chondrenchelys significa infatti “anguilla cartilaginea”): il corpo era molto allungato e terminava in una parte posteriore appuntita. Era presente un'unica pinna dorsale continua, che percorreva tutto il dorso e la coda. Lungo la guaina della notocorda erano presenti circa 100 calcificazioni ben sviluppate a forma di anello, simili a quelle degli olocefali attuali. Queste strutture, tuttavia, non possono essere considerate veri e propri centri vertebrali. La coda era appuntita (dificerca) e probabilmente questa caratteristica si è evoluta in relazione a un particolare tipo di locomozione. La dentatura consisteva in due grandi placche dentarie su ogni mascella.

### Dimorfismo sessuale
Alcuni fossili di condrenchelide conservano resti di claspers, strutture tipiche dei pesci cartilaginei utili durante l'accoppiamento. Se questo animale fosse stato un olocefalo, sarebbe il più antico olocefalo in cui si sia conservata una tale struttura e quindi dimostrerebbe che anche in questo gruppo era presente un dimorfismo sessuale tipico dei condritti. Le pinne pettorali e pelviche della condrenchelide erano decisamente diverse da quelle degli attuali olocefali, ma molto simili a quelle di un gruppo estinto di squali, gli xenacantidi. Il resto dello scheletro, però, è molto simile a quello degli olocefali, e si presume che le similitudini tra la condrenchelide e gli xenacantidi fossero un fenomeno di convergenza evolutiva, dovuta a un modo di nuotare molto simile.

## Classificazione
Descritta per la prima volta nel 1888 da Traquair, la condrenchelide è stata in seguito ridescritta da Moy-Thomas e da una quantità di altri studiosi, tutti incerti sulla sua classificazione. Lo stesso Traquair la descrisse come “uno dei pesci più strani” della fauna di Glencartholm. La condrenchelide è ritenuta essere un particolare tipo di pesce cartilagineo, ascritto a un ordine a sé stante, forse appartenente al gruppo degli olocefali. Nel 1982, comunque, è stato descritto un altro organismo simile, Harpagofututor volsellorhinus, proveniente dal giacimento di Bear Gulch, in Montana. Altri due possibili parenti meno noti erano Platyxystrodus e Solenodus, basati su denti provenienti dal Nordamerica e dalla Gran Bretagna.